# Carsten Stroud
Carsten Stroud (Hull, 10 luglio 1946) è uno scrittore e giornalista canadese specializzato in narrativa gialla.

## Biografia
Nato nel 1946 a Hull, nel Québec, da Casimir Laurence and Catherine Amanda Potvin dopo gli studi all'Università di Guelph e di Toronto, ha lavorato come agente infiltrato e come giornalista prima di dedicarsi alla narrativa.
Ha esordito nel 1990 con Sniper’s Moon, vincendo un Arthur Ellis Award e in seguito ha pubblicato alcune opere di saggistica sulla vita dei poliziotti e 8 romanzi, tra i quali si ricorda la trilogia Niceville con protagonisti il detective Nick Kavanaugh e sua moglie Kate, avvocatessa.
Vincitore di un secondo Ellis Award con Lizardskin nel 1993, vive e lavora in Florida e a Toronto.

## Opere principali

### Serie Niceville
- Niceville, Milano, Longanesi, 2012 traduzione di Michele Fiume ISBN 978-88-304-3182-9.
- I confini del nulla (The Homecoming), Milano, Longanesi, 2013 traduzione di Michele Fiume ISBN 978-88-304-3183-6.
- Niceville, la resa dei conti (The Reckoning, 2015), Milano, Longanesi, 2015 traduzione di Michele Fiume ISBN 978-88-304-3184-3.

### Altri romanzi
- Sniper’s Moon (1990)
- Lizardskin (1992)
- Black Water Transit (2001)
- Cuba Strait (2002)
- Cobraville (2004)
- La scintilla del male  (The Shimmer, 2018), Milano, Longanesi, 2019, ISBN 978-88-304-5225-1

### Saggi
- The Blue Wall: Street Cops in Canada (1983)
- Close Pursuit: A Week in the Life of a New York Homicide Cop (1987)
- Contempt of Court (1992)
- Iron Bravo (1995)
- Deadly Force: In the Streets with the U.S. Marshals (1996)

## Filmografia
- Black Water Transit, regia di Tony Kaye (2009) (soggetto)

## Premi e riconoscimenti
- Arthur Ellis Award per il miglior romanzo d'esordio: 1990 per Sniper’s Moon
- Arthur Ellis Award per il miglior romanzo: 1993 per Lizardskin